# Run, Fat Boy, Run
Run, Fat Boy, Run er en britisk romantisk komediefilm fra 2007 instrueret af David Schwimmer og med Simon Pegg, Dylan Moran, Thandie Newton, Harish Patel, India de Beaufort og Hank Azaria i hovedrollerne. Simon Pegg var også med til at skrive manuskriptet.

## Medvirkende
- Simon Pegg som Dennis Doyle
- Thandie Newton som Libby Odell
- Hank Azaria som Whit
- Dylan Moran som Gordon
- Harish Patel som Mr. Goshdashtidar
- India de Beaufort som Maya Goshdashtidar
- Matthew Fenton som Jake
- Simon Day som Vincent
- Ruth Sheen som Claudine
- Tyrone Huggins som Grover
- Nevan Finegan som Mickey
- Iddo Goldberg som nyhedsreporter